# オオゴマダラ
オオゴマダラ（大胡麻斑・学名 Idea leuconoe）は、チョウ目（鱗翅目）タテハチョウ科マダラチョウ亜科に分類されるチョウの一種。白黒のまだら模様が特徴的な大型のマダラチョウで、蛹が金色になることでも知られている。

## 特徴
前翅長7センチメートル前後、開長は13センチメートルに及び、日本のチョウとしては最大級である。翅は白地に黒い放射状の筋と斑点がある。ゆっくりと羽ばたきフワフワと滑空するような飛び方をするため、「南国の貴婦人」と呼ばれる。また、飛び方と羽の模様が新聞紙が風に舞っているように見えることから、「新聞の蝶」と呼ばれることもある。
オスの成虫の腹部先端には、ヘアペンシルというブラシのような器官がある。これはマダラチョウ類に共通する器官で、フェロモンを分泌し、メスを引きつける働きがある。メスを見つけたオスはヘアペンシルを広げてメスの周囲を飛び回る。オスは人の頭等に群がることがあるが、これは整髪料や香水にフェロモンの原料となるパラベンが含まれるためである。
狭い場所でも生活環が成立するため飼育しやすいチョウの一つで、各地の動物園などでもよく飼育される。沖縄県の県蝶、うるま市、那覇市、宮古島市、石垣市の市の蝶にも指定されている。

## 分布

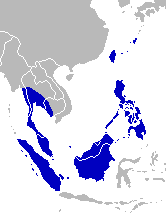
オオゴマダラの分布

東南アジアに広く分布し、日本では喜界島、与論島以南の南西諸島に分布する。

## 生活史
分布域では平地から山地まで生息し、季節を問わず繁殖するので1年中見ることができる。成虫の期間も長く、羽化してから数ヶ月、条件がよければ半年ほど生き続ける。

### 幼虫
幼虫は白黒の縞模様で、体側に赤い斑点が一列に並ぶ。頭部と尾部に黒く細長い角がはえている。終齢幼虫は体長7センチメートルほどになる。
他のマダラチョウの仲間はそのほとんどがキョウチクトウ科の植物（中でも特に旧分類ではガガイモ科とされていた植物）を食草としているが、オオゴマダラの幼虫はキョウチクトウ科のホウライカガミ及び旧ガガイモ科のホウライイケマの葉を食べる。いずれもアルカロイドを含んでいて、オオゴマダラの幼虫はその葉を食べることで毒を体内にため込み、他の動物から捕食されることを防いでいる。この毒は蛹や成虫にも残っており、目立つ体色は毒をもっていることを周囲に知らせる警戒色といえる。

### 蛹
大きさは4-5センチメートルぐらい。尾部の1点で枝や葉の裏などに逆さにぶら下がる。金色に見えるが、これは構造色である。羽化までの期間は夏は1週間、冬は1ヶ月ほどである。

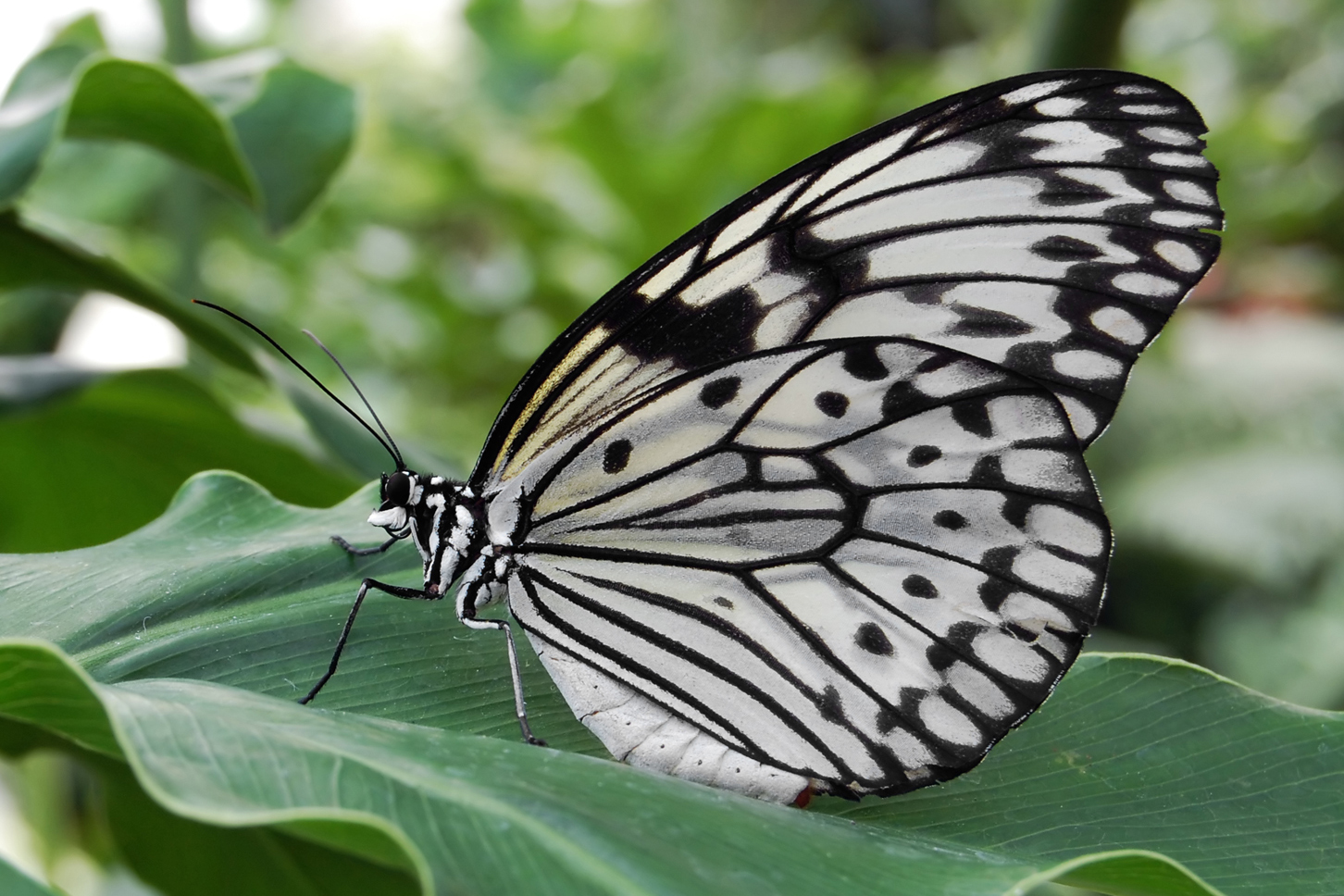
翅を閉じたオオゴマダラ
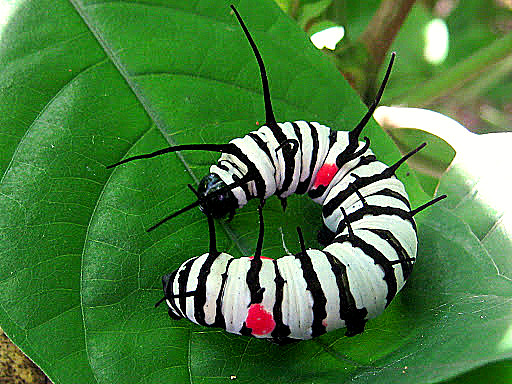
幼虫
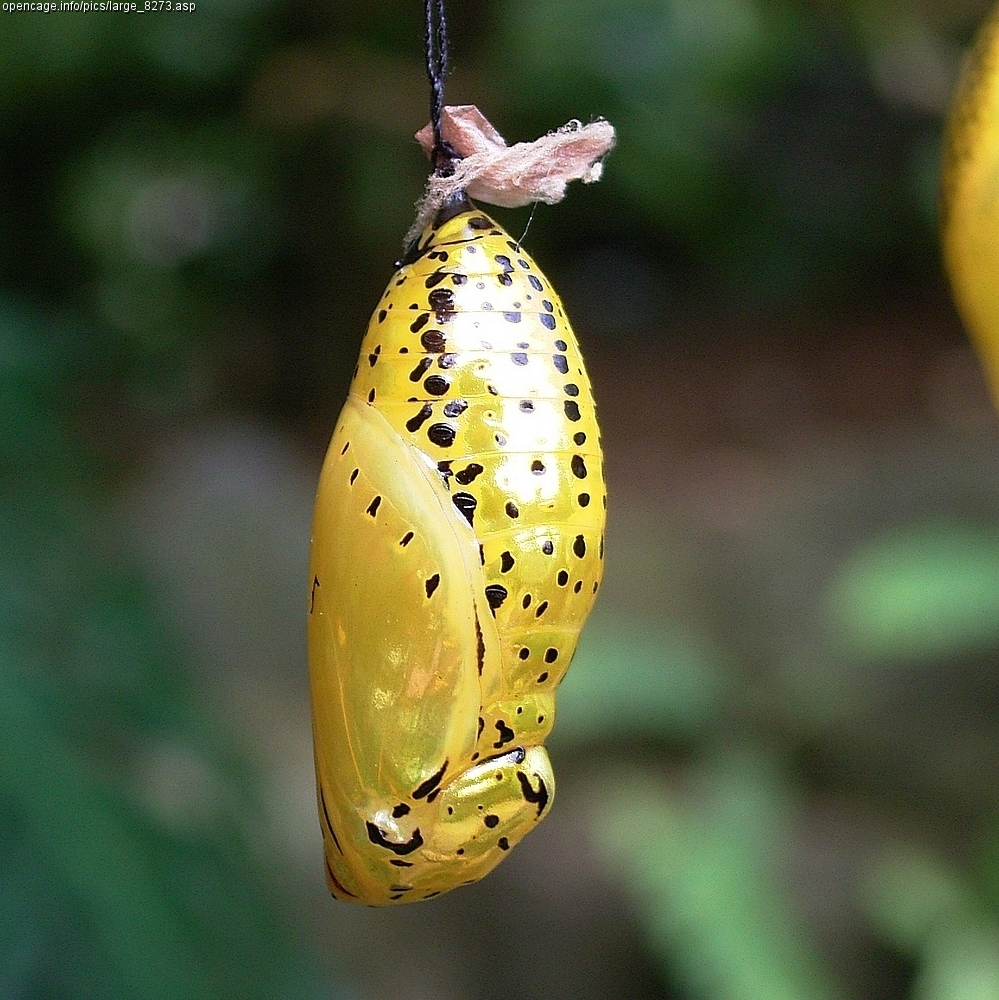
蛹